# Okres Sátoraljaújhely
Okres Sátoraljaújhely (maďarsky Sátoraljaújhelyi járás) je okres v severovýchodním Maďarsku v župě Borsod-Abaúj-Zemplén. Jeho správním centrem je město Sátoraljaújhely. Rozloha okresu je 321,38 km².

## Sídla
V okrese se nachází celkem 21 obcí, z toho dvě města.V tabulce je počet obyvatel v lednu 2012.
|    | Jméno obce      | Typ obce   | Počet obyvatel | Rozloha v km2 |
| -- | --------------- | ---------- | -------------- | ------------- |
| 1  | Sátoraljaújhely | okr. město | 15 355         | 73,46         |
| 2  | Pálháza         | město      | 1 000          | 6,75          |
| 3  | Alsóberecki     | vesnice    | 722            | 6,86          |
| 4  | Alsóregmec      | vesnice    | 196            | 15,39         |
| 5  | Bózsva          | vesnice    | 183            | 16,39         |
| 6  | Felsőberecki    | vesnice    | 273            | 3,53          |
| 7  | Felsőregmec     | vesnice    | 322            | 10,75         |
| 8  | Filkeháza       | vesnice    | 97             | 4,41          |
| 9  | Füzér           | vesnice    | 467            | 37,49         |
| 10 | Füzérkajata     | vesnice    | 110            | 11,44         |
| 11 | Füzérkomlós     | vesnice    | 331            | 5,87          |
| 12 | Füzérradvány    | vesnice    | 318            | 9,81          |
| 13 | Hollóháza       | vesnice    | 826            | 2,36          |
| 14 | Kishuta         | vesnice    | 272            | 5,18          |
| 15 | Kovácsvágás     | vesnice    | 649            | 21,08         |
| 16 | Mikóháza        | vesnice    | 576            | 16,91         |
| 17 | Nagyhuta        | vesnice    | 89             | 35,06         |
| 18 | Nyíri           | vesnice    | 412            | 16,47         |
| 19 | Pusztafalu      | vesnice    | 192            | 7,00          |
| 20 | Vágáshuta       | vesnice    | 83             | 2,05          |
| 21 | Vilyvitány      | vesnice    | 230            | 13,12         |

V okrese žilo v lednu 2012 celkem 22 703 obyvatel. Obyvatelé pracují především v zemědělství (ovoce, vinná réva, pšenice, kukuřice) a v živočišné výrobě.